# Gräsull
Gräsull, Eriophorum latifolium, är en växtart i familjen halvgräs.

## Beskrivning
Gräsull tillhör ullsläktet, eller ullar, ett släkte av halvgräs som kännetecknas av de långa, oftast vita kalkborst, som efter vårens blomning under sommaren växer ut från frukten och gör att blomställningarna (axen), ser ut som bomullstussar, eller ulltussar, som växtens och släktets namn antyder. Hos gräsull är stråna upprätta, cirka 50 centimer höga, med toppställda axsamlingar om fem till tio ax. Axskaften är långa och sträva med korta stödblad. Själva blommorna är oansenliga, men de vita kalkborsten, "ullen", som växer ut efter blomningen är rent vita och gör att den utmärker sig i floran. Bladen är ljusgröna till gröna och är platta och tre till åtta millimeter breda, lite bredare än ängsullens, och gräsull kallas därför ibland för bredbladig ängsull.

## Utbredning
Gräsull förekommer i Europa och österut till Kaukasus, Mongoliet och norra Korea. 
I Sverige förekommer gräsull ganska allmänt till sparsamt från Skåne till Jämtland. Norr om Jämtland är den sällsynt. Den växer i fuktiga områden, som på fuktängar och myrar, som också är kalkrika.